# شهرک ناگچو
شهرک ناگچو (به لاتین: Nagqu Town) یک شهرک در جمهوری خلق چین است که در  منطقه سنی،‌ شهر در سطح ولایت ناگچو واقع شده‌است.